# Skrót klawiaturowy

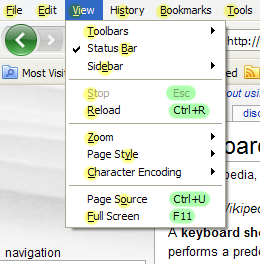
Skróty klawiaturowe (kolor zielony) oraz mnemoniki (kolor żółty) w Firefoksie 3.0

Skrót klawiaturowy, skrót klawiszowy – klawisz lub kombinacja klawiszy, najczęściej Ctrl, Alt, ⇧ Shift i klawisza numerycznego lub znaku literowego, zapewniający alternatywny sposób na wykonanie jakiejś czynności zwykle wykonywanych za pomocą myszy. Użycie skrótów klawiaturowych znacznie przyspiesza lub ułatwia wykonywanie wielu operacji, co jest szczególnie przydatne w grach komputerowych.
Skróty klawiaturowe można podzielić na systemowe i programowe:
- skróty systemowe – uzależnione od właściwości systemu operacyjnego i funkcjonujące tak samo w każdym programie (np. Ctrl+C lub Ctrl+A)
- skróty programowe – charakterystyczne dla konkretnego programu (naciśnięcie tych samych kombinacji klawiszy w innym programie może powodować zupełnie inne efekty).

## Przykłady powszechnie używanych skrótów klawiaturowych systemowych
| Skrót                  | Działanie |
| ---------------------- | --- |
| Ctrl+C, Ctrl+Insert    | (Kopiuj) Kopiuje zaznaczoną zawartość do schowka.                                                             |
| Ctrl+X, ⇧ Shift+Delete | (Wytnij) Kopiuje do schowka, a następnie usuwa zaznaczoną zawartość.                                          |
| Ctrl+V, ⇧ Shift+Insert | (Wklej) Umieszcza w aktywnym miejscu zawartość schowka.                                                       |
| Ctrl+A                 | Opcja „zaznacz wszystko” (tekst lub ikony, w zależności od miejsca używania skrótu)                           |
| Alt+F4                 | Zamyka aktualnie aktywny program (Windows, niektóre menedżery okien Linuxa).                                  |
| Ctrl+Alt+Delete        | Uruchamia listę zadań lub restartuje komputer (Windows). Restartuje komputer (Linux). Menedżer zadań Windows. |
| Ctrl+⇧ Shift+Esc       | Otwiera Menedżer zadań Windows.                                                                               |
| Ctrl+F                 | (Opcja „szukaj”) Znajduje fragment tekstu.                                                                    |
| Ctrl+P                 | Drukowanie.                                                                                                   |
| Alt+Tab ↹              | Przełączanie między aplikacjami bez efektu 3D                                                                 |
| ⊞ Windows+Tab ↹        | Przełączanie między aplikacjami z efektem 3D (niemożliwe w Windows 8 i 8.1, w Windows 10 otwiera widok zadań) |

## Eksplorator Windows oraz przeglądarka
| Skrót                          | Działanie                                                  |
| ------------------------------ | ---------------------------------------------------------- |
| Alt+↵ Enter                    | Otwiera okno dialogowe właściwości dla wybranego elementu. |
| Ctrl+N                         | Otwiera nowe okno.                                         |
| Ctrl+W                         | Zamyka okno.                                               |
| Ctrl+T                         | Otwiera nową kartę.                                        |
| Ctrl+⇧ Shift+P, Ctrl+⇧ Shift+N | Otwiera nowe okno w trybie incognito.                      |
| Home                           | Wyświetla górną część okna.                                |
| End                            | Wyświetla dolną część okna.                                |
| F11                            | Maksymalizuje lub minimalizuje otwarte okno.               |

## Microsoft Office Word
| Skrót                | Działanie                                     |
| -------------------- | --------------------------------------------- |
| F1                   | Wyświetla pomoc.                              |
| F4                   | Powtarza ostatnią operację.                   |
| F5                   | Wywołuje opcję „Idź do”.                      |
| F7                   | Rozpoczyna sprawdzanie pisowni.               |
| F12                  | Wywołuje opcję „Zapisz jako”.                 |
| Ctrl+0               | Wstawia pustą linię przed akapitem.           |
| Ctrl+1               | Ustawia pojedynczy odstęp pomiędzy wierszami. |
| Ctrl+2               | Ustawia podwójny odstęp pomiędzy wierszami.   |
| Ctrl+5               | Ustawia 1,5 odstępu pomiędzy wierszami.       |
| Ctrl+A               | Zaznacza cały tekst w dokumencie.             |
| Ctrl+B               | Włącza/wyłącza pogrubienie liter.             |
| Ctrl+C               | Kopiuje zaznaczony tekst lub element.         |
| Ctrl+E               | Centruje tekst akapitu.                       |
| Ctrl+I               | Włącza/wyłącza pisanie kursywą.               |
| Ctrl+J               | Justuje tekst akapitu.                        |
| Ctrl+L               | Tekst akapitu wyrównuje do lewej.             |
| Ctrl+O               | Otwiera nowy dokument.                        |
| Ctrl+P               | Drukuje dokument.                             |
| Ctrl+R               | Tekst akapitu wyrównuje do prawej.            |
| Ctrl+S               | Zapisuje dokument.                            |
| Ctrl+U               | Włącza/wyłącza podkreślenie liter.            |
| Ctrl+V               | Wkleja skopiowany tekst lub element.          |
| Ctrl+W               | Zamyka dokument.                              |
| Ctrl+X               | Wycina zaznaczony tekst lub element.          |
| Ctrl+Y               | Ponawia ostatnio cofniętą operację.           |
| Ctrl+Z               | Cofa ostatnią operację.                       |
| Ctrl+↵ Enter         | Wymusza koniec strony.                        |
| Ctrl+⇧ Shift+↵ Enter | Wymusza koniec kolumny.                       |
| Ctrl+⇧ Shift+Spacja  | Wstawia spację niełamliwą.                    |
| Ctrl+⇧ Shift+*       | Pokazuje znaki niedrukowalne.                 |
| Ctrl+← Backspace     | Kasuje wyraz po lewej stronie kursora.        |
| Ctrl+Delete          | Kasuje wyraz po prawej stronie kursora.       |
| ⇧ Shift+F3           | Zmienia wielkość liter.                       |
| ⇧ Shift+F5           | Wraca do miejsca ostatniej edycji.            |
| Alt+F4               | Zamyka program.                               |